# Dallas ’63
Dallas ’63 (ang. 11/22/63) – powieść Stephena Kinga opowiadająca o podróżniku w czasie, który próbuje przenieść się do roku 1958, aby zapobiec zabójstwu prezydenta Johna Kennedy’ego w listopadzie 1963, wydana 8 listopada 2011 roku. W tym samym dniu została wydana w Polsce przez wydawnictwo Prószyński i S-ka.
Książka zawiera elementy science fiction i historii alternatywnej, ale większość jej treści zaliczana jest do fikcji historycznej. Opisuje prawdziwe wydarzenia i osoby obecne w życiu społecznym Stanów Zjednoczonych w latach 1958–1963. Powieść jest innowacyjna, jak na twórczość Kinga, gdyż wymagała od autora przestudiowania literatury, aby wiernie odtworzyć realia epoki. King stwierdził, że „nigdy wcześniej nie próbował napisać niczego podobnego”. „Początkowo było to dziwne, jak przymierzanie nowej pary butów”. Według Jeffa Greenfielda z The Washington Post badania przeprowadzone przez Kinga w ramach pracy nad powieścią są "zarówno siłą, jak i słabością książki" .
Jeszcze przed wydaniem powieści w sierpniu 2011 roku ogłoszono, że Jonathan Demme napisze scenariusz, wyprodukuje i wyreżyseruje filmową adaptację Dallas ’63. Stephen King został mianowany jednym z producentów wykonawczych. Jednakże 6 grudnia 2012 Demme zrezygnował z pracy nad tym projektem, ponieważ nie potrafił dojść do porozumienia z Kingiem w sprawie kształtu scenariusza. Ostatecznie powieść zaadaptował zespół producencki w składzie: J.J. Abrams, Stephen King, Bridget Carpenter i Bryan Burk. Jest to ośmioodcinkowy serial telewizyjny. Premiera pierwszego odcinka odbyła się 15 lutego 2016.